# Navarin (1896)
Navarin (ruso: Наварин) fue un acorazado pre-dreadnought construido para la Armada Imperial Rusa a finales de la década de 1880 y principios de la de 1890. El barco fue asignado a la Flota del Báltico y pasó la primera parte de su carrera desplegado en el mar Mediterráneo y el Lejano Oriente. Participó en la represión de la Rebelión de los Bóxers en 1900 antes de regresar a la Flota del Báltico en 1901. Varios meses después del comienzo de la Guerra Ruso-Japonesa en febrero de 1904, fue asignado al 2.º Escuadrón del Pacífico. El escuadrón fue enviado al Lejano Oriente unos meses después de su finalización para romper el bloqueo japonés de Port Arthur. Los japoneses capturaron el puerto mientras la escuadra estaba viajando hacia allí y su destino fue cambiado a Vladivostok. 
Durante la batalla de Tsushima en mayo de 1905, fue hundido por destructores japoneses que esparcieron veinticuatro minas marinas interconectadas a lo largo de su camino durante la noche. El Navarin chocó contra dos de estas minas y volcó con la pérdida de la mayor parte de su tripulación.